# بين هومر
بين هومر (بالإنجليزية: Ben Homer)‏ هو ملحن وكاتب أغاني أمريكي، ولد في 27 يونيو 1917، وتوفي في 12 فبراير 1975.

## روابط خارجية
- بين هومر على موقع IMDb (الإنجليزية)
- بين هومر على موقع ميوزك برينز (الإنجليزية)
- بين هومر على موقع ديسكوغز (الإنجليزية)